# 第72屆坎城影展
第72屆坎城影展於2019年5月14日至25日在法國坎城節慶宮舉辦。評審團主席由墨西哥導演阿利安卓·崗札雷·伊納利圖擔任，美國導演吉姆·賈木許執導的《喪屍未逝》則被選為開幕片。
本屆坎城影展評審團無異議通過將最高榮譽金棕櫚獎頒給南韓導演奉俊昊執導的《寄生上流》，這是首部獲得此榮譽的南韓電影，也是繼去年《小偷家族》後，連續兩年金棕櫚獎都由東亞電影獲得。

## 評審團

### 正式競賽片
- 阿利安卓·崗札雷·伊納利圖：導演。（評審團主席）[2]
- 恩奇·畢拉：漫畫家、導演。
- 羅賓·康皮洛：導演、編劇。
- 麥穆娜·恩迪亞耶（法语：Maimouna N'Diaye）：演員。
- 艾兒·芬妮：演員。
- 尤格·藍西莫：導演。
- 帕威·帕利科斯基：導演。
- 凱莉·萊卡特：導演。
- 艾莉絲·羅爾瓦雀：導演。

### 一種注目
- 娜丁·拉巴基：導演。（評審團主席）[5]
- 瑪莉娜·佛伊絲（法语：Marina Foïs）：演員。
- 努漢·塞可希：製片。
- 李桑德羅·阿隆索：導演。
- 盧卡斯·東特：導演。

### 金攝影機獎
- ／ 潘禮德：導演。（評審團主席）[6]
- 愛莉絲·迪歐普（法语：Alice Diop）：導演。
- 桑德琳·馬克斯：導演、作家、影評人。
- 班奈·德洪（法语：Benoît Delhomme）：攝影。
- 尼古拉斯·內格倫（法语：Nicolas Naegelen）：音效。

### 電影基金會
- 克萊兒·德尼：導演。（評審團主席）[7]
- ／ 斯塔西·马汀：演員。
- 艾倫·科勒林（匈牙利语：ערן קולירין）：導演。
- 帕諾斯·庫特拉斯（希臘語：Πάνος Κούτρας）：導演
- 卡塔林·米特里古（羅馬尼亞語：Cătălin Mitulescu）：導演

### 獨立評審團
國際影評人週
- 希罗·盖拉：導演。（評審團主席）[8]
- 阿蜜拉·卡薩：演員。

金眼睛獎
- 尤朗德·祖貝爾曼（法语：Yolande Zauberman）：導演。（評審團主席）[9]

酷兒金棕櫚
- 維琴妮·拉朵嫣（法语：Virginie Ledoyen）：演員。（評審團主席）[10]

## 官方單元

### 正式競賽
競賽片名單於2019年4月18日於記者會上公布，5月2日又追加兩部。以下依首映日期排序，可角逐最高榮譽金棕櫚獎：
| 中文片名               | 原文片名                          | 導演                                   | 製作國                                   |
| ---------------------- | --------------------------------- | -------------------------------------- | ---------------------------------------- |
| 《喪屍未逝》（開幕片） | The Dead Don't Die                | 吉姆·賈木許                            | 美国                                     |
| 《悲慘世界》*          | Les Misérables                    | 萊奇·里                                | 法國                                     |
| 《殺戮荒村》‡          | Bacurau                           | 克雷伯·曼東沙·費侯 胡立亞諾·多赫聶拉斯 | 巴西、 法國                              |
| 《大西洋》             | Atlantique                        | 瑪蒂·迪歐普                            | 塞内加尔、 法國                          |
| 《》                   | Sorry We Missed You               | 肯·洛區                                | 英国、 法國、 比利时                     |
| 《小魔花》             | Little Joe                        | 潔西卡·賀斯樂                          | 奥地利、 德国、 英国                     |
| 《痛苦與榮耀》‡        | Dolor y gloria                    | 佩德羅·阿莫多瓦                        | 西班牙                                   |
| 《南方車站的聚會》     | 《南方車站的聚會》                | 刁亦男                                 | 中国、 法國                              |
| 《吹哨奇案》           | Gomera                            | 柯內流·波蘭波宇                        | 羅馬尼亞、 德国、 法國                   |
| 《隱藏的生活》         | A Hidden Life                     | 泰倫斯·馬利克                          | 美国、 德国                              |
| 《燃燒女子的畫像》‡    | Portrait de la jeune fille en feu | 瑟琳·席安瑪                            | 法國                                     |
| 《年輕的阿罕默德》     | Le Jeune Ahmed                    | 尚-皮耶·達頓 盧·達頓                   | 比利时、 法國                            |
| 《仲夏家庭絮語》‡      | Frankie                           | 艾拉·薩克斯                            | 法國、 葡萄牙、 比利时                   |
| 《從前，有個好萊塢》   | Once Upon a Time... in Hollywood  | 昆汀·塔倫提諾                          | 美国、 英国                              |
| 《寄生上流》           | 기생충                            | 奉俊昊                                 |                                          |
| 《麥特與麥斯》‡        | Matthias et Maxime                | 札維耶·多藍                            | 加拿大                                   |
| 《今夜，我們無罪》‡    | Roubaix, une lumière              | 阿諾·戴普勒尚                          | 法國                                     |
| 《黑金叛徒》           | Il traditore                      | 馬可·貝羅奇奧                          | 義大利、 法國、 巴西、 德国              |
| 《宿命，吾愛：幕間曲》 | Mektoub, My Love: Intermezzo      | 阿布戴·柯西胥                          | 法國、 義大利                            |
| 《導演先生的完美假期》 | لا بد من السماء                   | 伊利亞·蘇萊曼                          | 巴勒斯坦、 法國、 加拿大、 德国、 土耳其 |
| 《寂寞診療室》         | Sibyl                             | 潔絲汀·楚特                            | 法國、 比利时                            |

* 表示為導演的首部長片，可角逐金攝影機獎。
‡ 表示為LGBT題材電影，可角逐酷兒金棕櫚獎。

### 一種注目
下列影片入選一種注目單元：
| 中文片名                      | 原文片名                               | 導演                           | 製作國                        |
| ----------------------------- | -------------------------------------- | ------------------------------ | ----------------------------- |
| 《她們的隱藏人生》            | A vida invisível de Eurídice Gusmão    | 凱里·阿努茲                    | 巴西                          |
| 《歸途望鄉》*                 | Evge                                   | 納里曼·阿利耶夫                | 乌克兰                        |
| 《裂愛》‡                     | Дылда                                  | 卡特米爾·巴拉戈夫              | 俄羅斯                        |
| 《喀布爾的燕子》              | Les Hirondelles de Kaboul              | 莎寶·布里曼 Eléa Gobé Mévellec | 法國                          |
| 《哥哥戀愛了，我怎麼辦！？》* | La Femme de mon frère                  | 莫妮卡·肖克里                  | 加拿大                        |
| 《婊兄弟上路》*               | The Climb                              | Michael Covino                 | 美国                          |
| 《貞德》                      | Jeanne                                 | 布魯諾·杜蒙                    | 法國                          |
| 《212號房間》                 | Chambre 212                            | 克里斯多福·歐諾黑              | 法國                          |
| 《烈火將襲》                  | O que arde                             | 奧利佛·勒賽                    | 法國、 盧森堡、 西班牙        |
| 《中轉站》*‡                  | Port Authority                         | 丹妮爾·萊索維茲                | 美国                          |
| 《帕皮卡》                    | Papicha                                | 莫妮亞·梅杜爾                  | 法國                          |
| 《灼人秘密》                  | 《灼人秘密》                           | 趙德胤                         | 臺灣、 德国、 马来西亚、 緬甸 |
| 《我就蕩》‡                   | Liberté                                | 亞柏·賽拉                      | 西班牙、 葡萄牙、 法國、 德国 |
| 《公牛》*                     | Bull                                   | 安妮·席維爾史坦                | 美国                          |
| 《亞當》‡                     | Adam                                   | 瑪莉安・圖澤尼                 | 摩洛哥                        |
| 《六欲天》*                   | 《六欲天》*                            | 祖峰                           | 中国                          |
| 《熊熊大作戰》                | La fameuse invasion des ours en Sicile | 羅倫佐·馬托蒂                  | 法國、 義大利                 |
| 《特魯布切夫斯克事件》        | Odnazhdy v Trubchevske                 | 拉里莎·沙帝洛娃                | 俄羅斯                        |

* 表示為導演的首部長片，可角逐金攝影機獎。
‡ 表示為LGBT題材電影，可角逐酷兒金棕櫚獎。

### 非競賽片
以下電影被選為非競賽片：
| 中文片名               | 原文片名                         | 導演                          | 製作國 |
| ---------------------- | -------------------------------- | ----------------------------- | ------ |
| 《美好拾光公司》       | La Belle Époque                  | 尼可拉·貝多斯                 | 法國   |
| 《火箭人》‡            | Rocketman                        | 德克斯特·弗萊徹               | 英国   |
| 《世紀球王：馬拉度納》 | Diego Maradona                   | 阿斯弗·卡帕迪亞               | 英国   |
| 《最美的年華》         | Les Plus belles annees d'une vie | 克勞德·雷路許                 | 法國   |
| 《老無所懼》（網路劇） | Too Old to Die Young             | 尼可拉·溫丁·黑芬              | 美国   |
| 《與眾不同》（閉幕片） | Hors normes                      | 奧力佛·那卡契 艾力克·多倫達諾 | 法國   |
| 午夜單元               |                                  |                               |        |
| 《》                   | 악인전                           | 李元泰                        |        |
| 《永恆之光》           | Lux Æterna                       | 加斯帕·諾埃                   | 法國   |

‡ 表示為LGBT題材電影，可角逐酷兒金棕櫚獎。

### 特別放映
以下電影被選為特別放映：
| 中文片名                | 原文片名                    | 導演                        | 製作國 |
| ----------------------- | --------------------------- | --------------------------- | ------ |
| 《為了薩瑪》Ⓓ           | For Sama                    | Waad Al Kateab Edward Watts | 英国   |
| 《分享》*               | Share                       | Pippa Bianco                | 美国   |
| 《活著並知道》          | Être vivant et le savoir    | 阿藍·卡瓦利埃               | 法國   |
| 《托馬索》              | Tommaso                     | 阿貝爾·費拉拉               | 義大利 |
| 《家庭羅曼史有限公司》Ⓓ | Family Romance, LLC         | 韋納·荷索                   | 德国   |
| 《讓它成為法律》        | Que sea ley                 | 璜·迪亞哥·索拉納斯          | 阿根廷 |
| 《契固阿羅德斯》        | Chicuarotes                 | 蓋爾·賈西亞·貝納            | 墨西哥 |
| 《夢之山脈》            | La Cordillera de los sueños | 帕特里修·古茲曼             | 智利   |
| 《火上之冰》            | Ice on Fire                 | Leila Conners               | 美国   |
| 《5B》                  | 5B                          | 丹·克勞斯                   | 美国   |

* 表示為導演的首部長片，可角逐金攝影機獎。
Ⓓ 表示為紀錄片，可角逐金眼睛獎。

### 坎城經典
以下電影被選為坎城經典中放映：
| 中文片名                       | 原文片名                               | 導演                            | 製作國          |
| ------------------------------ | -------------------------------------- | ------------------------------- | --------------- |
| 《蒙馬特爾街125號》（1959年）  | 125 rue Montmartre                     | 吉爾斯·格蘭吉爾                 | 法國            |
| 《護士日記》（1957年）         | 《護士日記》（1957年）                 | 陶金                            | 中国            |
| 《門》（1991年）               | The Doors                              | 奧利佛·史東                     | 美国            |
| 《逍遙騎士》（1969年）         | Easy Rider                             | 丹尼斯·霍柏                     | 美国            |
| 《黃金年代》（1930年）         | L'Age d'Or                             | 路易斯·布紐爾                   | 法國            |
| 《盜馬賊》（1986年）           | 《盜馬賊》（1986年）                   | 田壯壯                          | 中国            |
| 《恐懼之城》（1994年）         | La Cité de la peur                     | 阿蘭·貝阿貝漢                   | 法國            |
| 《金髮女郎之戀》（1965年）     | Lásky jedné plavovlásky                | 米洛斯·福曼                     | 捷克斯洛伐克    |
| 《米蘭奇蹟》（1951年）         | Miracolo a Milano                      | 維多里奧·狄西嘉                 | 義大利          |
| 《青樓情孽》（1952年）         | Moulin Rouge                           | 約翰·休斯頓                     | 美国            |
| 《娜塞琳》（1958年）           | Nazarín                                | 路易斯·布紐爾                   | 墨西哥          |
| 《普洛戈，石頭對槍》（1980年） | Plogoff, des pierres contre des fusils | 妮可·勒·蓋勒克                  | 法國            |
| 《七美人》（1975年）           | Pasqualino Settebellezze               | 里娜·韋特繆勒                   | 義大利          |
| 《》（1980年）                 | The Shining                            | 斯坦利·库布里克                 | 美国、 英国     |
| 《下水道》（1957年）           | Kanał                                  | 安德烈·華依達                   | 波蘭            |
| 《托尼》（1935年）             | Toni                                   | 尚·雷諾瓦                       | 法國            |
| 《非洲電影二十年》（1983年）   | Caméra d'Afrique                       | 費里德·布格迪爾                 | 突尼西亞、 法國 |
| 《白色的大篷車》（1963年）     | თეთრი ქარავანი                         | 塔瑪茲·梅利亞瓦 艾爾達·申格拉亞 | 苏联            |
| 《白蛇傳》（1958年）           | 白蛇伝                                 | 藪下泰司                        | 日本            |
| 《證人》（1969年）             | A tanú                                 | 彼得·巴斯科                     | 匈牙利          |
| 《天空屬於你們》（1944年）     | Le ciel est à vous                     | 尚·格雷米永                     | 法國            |
| 《被遺忘的人們》（1950年）     | Los Olvidados                          | 路易斯·布紐爾                   | 墨西哥          |

## 平行單元

### 國際影評人週
以下電影在國際影評人週單元中放映：
| 中文片名                | 原文片名                    | 導演                 | 製作國                        |
| ----------------------- | --------------------------- | -------------------- | ----------------------------- |
| 《關於萊拉》*           | Abou Leila                  | 阿敏·西迪-布美迪耶尼 | 阿尔及利亚、 法國、           |
| 《接近無限的白》        | Hvítur, Hvítur Dagur        | Hlynur Pálmason      | 冰島、 丹麦、 瑞典            |
| 《隻手冒險》*           | J'ai perdu mon corps        | Jérémy Clapin        | 法國                          |
| 《灰燼之地》*           | Ceniza Negra                | Sofia Quiros Ubeda   | 、 阿根廷、 法國              |
| 《掘愛傷痕》*           | Nuestras Madres             | César Díaz           | 、 比利时、 法國              |
| 《無名聖人》*           | Le Miracle du Saint Inconnu | Alla Edine Aljem     | 摩洛哥、 法國、 德国、 黎巴嫩 |
| 《生態箱》              | Vivarium                    | Lorcan Finnegan      | 爱尔兰、 比利时、 丹麦        |
| 特別放映                |                             |                      |                               |
| 《訴訟人》（開幕片）    | Litigante                   | 法蘭柯·羅利          | 哥伦比亚、 法國               |
| 《英雄不死》*           | Les héros ne meurent jamais | 奧杜·蕾雅·哈邦       | 法國、 比利时、               |
| 《你值得愛情》*‡        | Tu mérites un amour         | 阿弗西亞·耶賀紀      | 法國                          |
| 《春江水暖》（閉幕片）* | 《春江水暖》（閉幕片）*     | 顧曉剛               | 中国                          |

* 表示為導演的首部長片，可角逐金攝影機獎。
‡ 表示為LGBT題材電影，可角逐酷兒金棕櫚獎。

### 導演雙週
以下電影在導演雙週單元中放映：

#### 競賽
| 中文片名               | 原文片名                   | 導演                | 製作國                            |
| ---------------------- | -------------------------- | ------------------- | --------------------------------- |
| 《鹿皮奇談》（開幕片） | Le Daim                    | 昆汀·杜皮爾         | 法國                              |
| 《愛麗絲與市長》       | Alice et le maire          | Nicolas Pariser     | 法國                              |
| 《容易的女孩》         | Une fille facile           | 蕾貝卡·斯洛托維斯基 | 法國                              |
| 《然後我們跳舞》‡      | And Then We Danced         | Levan Akin          | 瑞典、                            |
| 《我們都會去》         | On va tout péter           | 賴區·柯瓦勒斯基     | 法國                              |
| 《狗兒不穿褲》         | Koirat eivät käytä housuja | J-P Valkeapää       | 芬兰、 拉脫維亞                   |
| 《初戀》               | 初恋                       | 三池崇史            | 日本、 英国                       |
| 《為了金錢》           | Por el dinero              | Alejo Moguillansky  | 阿根廷                            |
| 《鬼魅熱帶》           | Ghost Tropic               | Bas Devos           | 比利时                            |
| 《給我自由》           | Give Me Liberty            | Kirill Mikhanovsky  | 美国                              |
| 《停止》               | Ang hupa                   | 拉夫·迪亞茲         | 菲律賓、 中国                     |
| 《燈塔》               | The Lighthouse             | 羅伯·愛格斯         | 加拿大、 美国                     |
| 《粒子》*              | Les Particules             | Blaise Harrison     | 瑞士、 法國                       |
| 《莉莉安》             | Lillian                    | Andreas Horwath     | 奥地利                            |
| 《歐雷格》             | Oleg                       | Juris Kursietis     | 拉脫維亞、 比利时、 立陶宛、 法國 |
| 《孤兒》               | Parwareshgah               | 夏哈芭努·薩戴特     | 丹麦、 阿富汗、 法國              |
| 《鷓鴣》*              | Perdrix                    | Erwan Le Duc        | 法國                              |
| 《噁噁噁》*            | Sem seu sangue             | Alice Furtado       | 巴西、 荷蘭、 法國                |
| 《無名之歌》*          | Canción sin nombre         | 瑪莉娜·雷翁         | 秘魯、 瑞士                       |
| 《永恆》‡              | Tlamess                    | Ala Eddine Slim     | 突尼西亞、 法國                   |
| 《活著唱著》           | 《活著唱著》               | 馬楠                | 中国、 法國                       |
| 《傷口》               | Wounds                     | 巴巴克·安瓦利       | 美国                              |
| 《巫毒少女》‡          | Zombi Child                | 貝特朗·波尼洛       | 法國                              |
| 《伊夫》（閉幕片）     | Yves                       | 貝諾伊特福雅爾      | 法國                              |

* 表示為導演的首部長片，可角逐金攝影機獎。
‡ 表示為LGBT題材電影，可角逐酷兒金棕櫚獎。

#### 特別放映
| 中文片名       | 原文片名            | 導演            | 製作國        |
| -------------- | ------------------- | --------------- | ------------- |
| 《紅色11》     | Red 11              | 勞勃·羅里葛茲   | 美国          |
| 《踉蹌的女孩》 | The Staggering Girl | 盧卡·格達戈尼諾 | 義大利、 美国 |

#### 展覽
| 中文片名                                               | 原文片名                                              | 導演                | 製作國          |
| ------------------------------------------------------ | ----------------------------------------------------- | ------------------- | --------------- |
| Go Where You Look!（《高空》、《沙中房間》、《登月》） | Go Where You Look! (Aloft, Chalkroom and To the Moon) | 蘿瑞·安德森、黃心健 | 美国、 中華民國 |

## 爭議事件

### 中國電影劇組退出影展
獲選入一種注目單元的中國電影《六欲天》在世界首映前一天突然在微博發出聲明表示，由於技術問題，該片劇組將不參加坎城影展任何活動；隔天電影仍然照預定時間舉行首映，但劇組方皆缺席原定媒體發布會，當天改由影展人員手持手機上的劇組名單照片供媒體拍照。
由於年初柏林影展才發生兩部中國電影臨時因「技術問題」退出影展的事件，包括張藝謀執導的競賽片《一秒鐘》在世界首映前四天突然取消放映并退出影展，因此坎城總監在開幕記者會向記者保證所有中國電影皆已取得放映許可；媒體推測《六欲天》因審查問題必須被迫退出，但坎城影展強硬拒絕撤片，才導致片方必須發聲明表示不參加影展活動。

### 性绑架
2019年5月10日《好萊塢報導》在該屆影展開幕前夕發佈一篇「性绑架摧毁坎城影展之美：罕被報導的犯罪」（英語：Sex Trafficking Mars the Mystique of Cannes Film Festival: "This Crime Is Significantly Underreported"），報導指出歷年前往坎城影展尋找機會的女演員淪為性犯罪的受害者，並提到卡蒂安·諾布爾（Kadian Noble）曾在該影展被哈維·溫斯坦邀請進旅館房間，最後却在浴室遭受性侵。

### 開幕紅毯
該屆影展於2019年5月14日舉行開幕，中國女演員施予斐在紅毯上不肯離去，對著兩側媒體擺姿勢，而遭到保安上前驅趕。

## 獎項

### 官方獎項
正式競賽
- 金棕櫚獎：《寄生上流》－奉俊昊
- 評審團大獎：《大西洋（英语：Atlantique (film)）》－瑪蒂·迪歐普（英语：Mati Diop）
- 最佳導演獎：尚-皮耶·達頓、盧·達頓－《年輕的阿罕默德》
- 最佳女演員獎：艾蜜莉·碧崔－《小魔花》
- 最佳男演員獎：安東尼奧·班德拉斯－《痛苦與榮耀》
- 評審團獎：
  - 《悲慘世界》－萊奇·里（法语：Ladj Ly）
  - 《殺戮荒村（英语：Bacurau）》－克雷伯·曼東沙·費侯、胡立亞諾·多赫聶拉斯（葡萄牙語：Juliano Dornelles）
- 最佳劇本獎：瑟琳·席安瑪－《燃燒女子的畫像》
- 特別提及：《導演先生的完美假期（英语：It Must Be Heaven）》－伊利亞·蘇萊曼

榮譽金棕櫚
- 榮譽金棕櫚獎：阿兰·德龙[23]

一種注目
- 最佳影片：《她們的隱藏人生（英语：The Invisible Life of Eurídice Gusmão）》－凱里·阿努茲
- 評審團獎：《烈火將襲（英语：A Sun That Never Sets (film)）》－奧利佛·勒賽（法语：Olivier Laxe）
- 最佳導演獎：卡特米爾·巴拉戈夫－《裂愛》
- 最佳演員獎：齊雅拉·馬斯楚安尼－《212號房間（英语：Room 212）》
- 評審團特別獎：
  - 《我就蕩（英语：Freedom (2019 film)）》－亞柏·賽拉
  - 《聖女貞德再出征》－布魯諾·杜蒙
- 心動獎：
  - 《哥哥戀愛了，我怎麼辦！？（英语：A Brother's Love）》－莫妮卡·肖克里（英语：Monia Chokri）
  - 《跨年之情（英语：The Climb (2019 film)）》－Michael Covino

金攝影機
- 金攝影機獎：《掘愛傷痕（英语：Our Mothers）》－塞薩爾·狄亞（荷兰语：César Díaz (regisseur)）

### 獨立單位獎項
費比西獎
- 競賽單元：《導演先生的完美假期（英语：It Must Be Heaven）》－伊利亞·蘇萊曼
- 一種注目：《裂愛》－卡特米爾·巴拉戈夫
- 平行單元：《燈塔（英语：The Lighthouse (2019 film)）》－羅伯·愛格斯（英语：Robert Eggers）

天主教人道精神獎
- 天主教人道精神獎（英语：Prize of the Ecumenical Jury）：《隱藏的生活（英语：A Hidden Life (2019 film)）》－泰倫斯·馬利克

導演雙週
- 金馬車獎：約翰·卡本特[24]

酷兒金棕櫚獎
- 酷兒金棕櫚獎：《燃燒女子的畫像》－瑟琳·席安瑪

法蘭索瓦·夏萊獎
- 法蘭索瓦·夏萊獎（英语：François Chalais Prize）：《隱藏的生活（英语：A Hidden Life (2019 film)）》－泰倫斯·馬利克

坎城原聲帶獎
- 坎城原聲帶獎：阿爾伯特•伊格勒西雅斯（英语：Alberto Iglesias） - 《痛苦與榮耀》[25]

狗狗金棕櫚
- 狗狗金棕櫚獎（法语：Palme Dog）：Brandy - 《從前，有個好萊塢》[26]
- 評審團大獎：
  - 《小魔花》
  - 《Aasha and the Street Dogs》

技術藝術家火神獎
- 火神獎：Flora Volpelière（剪輯）、朱利安·珀帕爾（攝影）－《悲慘世界》
- 火神獎特別提及（英语：Vulcan Award）：克萊爾·馬松（英语：Claire Mathon）－《燃燒女子的畫像》
- 藝術指導提及：李河俊－《寄生上流》

蕭邦獎
- 蕭邦最具潛質演員獎（英语：Trophée Chopard）：弗朗索瓦·西維爾（英语：François Civil）、佛蘿倫絲·普伊

## 外部連結
- 官方网站